# Powiatowa i Miejska Biblioteka Publiczna w Lwówku Śląskim
Lwówecka Biblioteka Publiczna – główna i publiczna biblioteka miasta Lwówek Śląski. Jej siedzibą jest zabytkowy ratusz.
Bezpośredni nadzór nad Biblioteką sprawuje obecnie Burmistrz Gminy i Miasta Lwówek Śląski. Nadzór merytoryczny nad biblioteką sprawuje Dolnośląska Biblioteka Publiczna im. Tadeusza Mikulskiego we Wrocławiu. Biblioteka wchodzi w skład ogólnopolskiej sieci bibliotecznej i prowadzi w szczególności działalność w zakresie upowszechniania kultury. Zapewnia obsługę biblioteczną mieszkańców miasta i gminy Lwówek Śląski. Służy rozwijaniu i zaspokajaniu potrzeb czytelniczych i informacyjnych, upowszechnianiu wiedzy i nauki, rozwojowi kultury, dba o sprawne funkcjonowanie sieci bibliotecznej i systemu informacyjnego na terenie powiatu.

## Historia Lwóweckiej Biblioteki Publicznej
- 1946 – zorganizowano Powiatowej Biblioteki w Lwówku Śląskim przy Inspektoracie Oświaty
- umieszczono bibliotekę w budynku Inspektoratu Oświaty przy ul. Hanki Sawickiej
- pierwszy kierownik – Zofia Rogalska
- 1949 – kierownictwo objął Alojzy Mazik
- nowy lokal biblioteki przy ul. Zamkowej
- 1950 – utworzono Miejską Bibliotekę w Lwówku Śląskim
- 1955 – połączono Powiatową Bibliotekę wraz z Miejską Biblioteką i nadano nową nazwę – Powiatowa i Miejska Biblioteka Publiczna
- 1955-1957 – kierownictwo kolejno obejmowali: Helena Cymbaluk, Józefa Odrzywolska, Janina Lipińska i Danuta Sanak
- 1958 – nowy kierownik – Jadwiga Bomba
- 1962 – utworzono Oddziału Dziecięco-Młodzieżowego przy ul. Przyjaciół Żołnierza
- 1969 – stanowisko kierownika Powiatowej i Miejskiej Biblioteki Publicznej objął Alojzy Schiffler
- 1970 – utworzono Dział Gromadzenia i Opracowania Zbiorów
- 1971 – powierzono kierownictwo Danucie Stępień oraz przyznano bibliotece nowy lokal w miejskim ratuszu
- 1975 – Danuta Stępień dyrektorem PiMBP
- 1976 – przyjęcie przez PiMBP funkcji Oddziału Terenowego Wojewódzkiej Biblioteki Publicznej w Jeleniej Górze i objęcie opieką merytoryczną placówek gmin w: Gryfowie Śląskim, Lubomierzu, Mirsku, Świeradowie Zdroju i we Wleniu oraz nadanie bibliotece nowej nazwy: Miejska Biblioteka Publiczna Oddział Terenowy Wojewódzkiej Bibliotei Publicznej w Jeleniej Górze
- 1977 – nadano bibliotece nowego statutu, na mocy którego zmieniła ona nazwę na: Miejska Biblioteka Publiczna w Lwówku Śląskim (7 filii bibliotecznych – Chmielno, Gradówek, Kotliska, Płóczki Górne, Radłówka, Sobota, Włodzice Wielkie)
- przekazano bibliotece dodatkowe pomieszczenia ratusza
- umieszczono Oddział Dziecięco-Młodzieżowy w Miejskim Domu Kultury przy ul. Obrońców Pokoju
- 1979 – rozpoczęcie działalności nowej filii w Niwnicach
- 1984 – kierownictwo nad PiMBP objęła Michalina Grudniewicz
- 1986 – zlokalizowano Oddział Dziecięco-Młodzieżowy przy ul. Orzeszkowej
- 1990 – przeniesiono Oddział Dziecięco-Młodzieżowy na ul. Jaśkiewicza
- 1991 – kierownictwo nad Miejską Biblioteką Publiczną objęła Stanisława Sikorska
- 1996 – jubileusz 50-lecia istnienia Miejskiej Biblioteki Publicznej w Lwówku Śląskim
- rozpoczęcie funkcjonowania Placówki Historyczno-Muzealnej w strukturze MBP
- 1997 – Placówka Historyczno-Muzealna przeszła pod patronat Lwóweckiego Ośrodka Kultury
- 2000 – likwidacja filii we Włodzicach Wielkich
- 2001 – uchwalenie nowego statutu MBP w Lwówku Śląskim
- otwarto nową filię w Rakowicach Wielkich
- powrót Placówki Historyczno-Muzealnej w strukturę Biblioteki
- 2002 – rozpoczęcie działalności Punktu Informacji Turystycznej w strukturze Miejskiej Biblioteki Publicznej
- jubileucz 40-lecia Oddziału Dziecięco-Młodzieżowego
- 2003 – zawarcie porozumienia pomiędzy Zarządem Powiatu Lwóweckiego reprezentowanym przez Starostę – Henryka Kuleszę a Burmistrzem Gminy i Miasta Lwówek Śląski – Ludwikiem Kaziów o powierzeniu zadań powiatowej biblioteki publicznej Miejskiej Bibliotece Publicznej w Lwówku Śląskim. Uchwałą Rady Miejskiej Gminy Lwówek Śląski nadano Statut Powiatowej i Miejskiej Bibliotece Publicznej w Lwówku Śląskim
- 2004 – PiMBP została członkiem DZB (Dolnośląskiego Zasobu Bibliotecznego), mającego na celu stworzenie mieszkańcom Dolnego Śląska możliwości korzystania z zasobów bibliotecznych i informacyjnych bibliotek
- powołano instruktora powiatowego do realizacji zadań merytorycznych na rzecz bibliotek gminnych Powiatu Lwóweckiego
- 2006 – wydanie przez PiMBP książki pt. „Co warto zobaczyć w Gminie Lwówek Śląski” w ramach projektu dofinansowanego ze środków Urzędu Marszałkowskiego Województwa Dolnośląskiego
- przyznanie nagrody IZERSKI KRYSZTAŁ 2006 dla Powiatowej i Miejskiej Biblioteki Publicznej w Lwówku Śląskim za dokonania służące promocji i rozwojowi Pogórza i Gór Izerskich
- 2020-  rozwiązanie porozumienia o powierzeniu zadań powiatowej biblioteki publicznej, nadanie statutu Lwóweckiej Bibliotece Publicznej

## Struktura organizacyjna Lwóweckiej Biblioteki Publicznej
- Dyrektor
- Dział Gromadzenia i Opracowania Zbiorów
- Dział Instrukcyjno-Metodyczny

1. Filia nr 1 – Chmielno
2. Filia nr 3 – Kotliska
3. Filia nr 4 – Płóczki Górne (zawieszona)
4. Filia nr 6 – Sobota
5. Filia nr 7 – Rakowice Wielkie
6. Filia nr 8 – Niwnice

- Dział Udostępniania
- Oddział Dziecięco-Młodzieżowy
- Dział Centrum Promocji, Informacji Turystycznej i Regionalnej (Placówka Historyczno-Muzealna, Punkt Informacji Turystycznej)